# Socalchemmis cajalco
Espèce
Socalchemmis cajalco est une espèce d'araignées aranéomorphes de la famille des Zoropsidae.

## Distribution
Cette espèce est endémique de Californie aux États-Unis,. Elle se rencontre vers le lac Mathews dans le comté de Riverside.

## Description
Le mâle holotype mesure 8,1 mm et la femelle 10,9 mm.

## Étymologie
Son nom d'espèce lui a été donné en référence au lieu de sa découverte, le canyon Cajalco.

## Publication originale
- Platnick & Ubick, 2001 : A revision of the North American spiders of the new genus Socalchemmis (Araneae, Tengellidae). American Museum novitates, no 3339, p. 1-25 (texte intégral).